# フロン (ノルウェー)
フロン（Frogn）は、ノルウェーの都市。地方行政区分では、アーケシュフース県フロン市（Frogn kommune）。人口は16,106人（2023年）。公用語はブークモールが採用されている。
日本では大阪市へOSAKA光のルネサンスのときに「ザ・ワールドリンキングツリー」を贈ることで有名。